# Lijst van Belgische adelsverheffingen 1977
Personen die in 1977 in de Belgische adelstand werden opgenomen of een adellijke titel verwierven.

## Baron
- Clément Graindorge (1903-1985), erfelijke adel en persoonlijke titel baron.
- Albert Lilar, minister, postume erfelijke adel en persoonlijke titel baron.
- Ridder André Simonart (1903-1992), hoogleraar, de persoonlijke titel baron.

## Barones
- Suzanne Verbist, weduwe van Albert Lilar, persoonlijke adel en de titel barones.

## Ridder
- Jonkheer Robert Desprechins de Gaesebeke (1914-1998), de titel van ridder, overdraagbaar bij eerstgeboorte.

## Jonkheer
- Georges d'Andrimont (1911-1995), erfelijke adel.
- Clément de Corswarem (1900-1983), erkenning erfelijke adel
- Jean-Parfait van Rijckevorsel (1909-1990), erfelijke adel.
- Thomas van Rijckevorsel (1928- ), erfelijke adel.
- Fernand Vandamme, volksvertegenwoordiger, erfelijke adel.